# Bank Norwegian
Bank Norwegian AS – norweski bank internetowy z siedzibą w Fornebu działający w latach 2007–2022. Od 2022 funkcjonuje jako oddział szwedzkiego banku Nordax, od 2023 funkcjonującego pod nazwą NOBA. 20% udziałów w banku posiadały linie lotnicze Norwegian Air Shuttle.